# Expedición 47
La Expedición 47 fue la 47.ª estancia de larga duración en la Estación Espacial Internacional.

Yuri Malenchenko, Timothy Peake y Timothy Kopra fueron transferidos de la Expedición 46. Comenzó el 2 de marzo de 2016 con el desacoplamiento de la Soyuz TMA-18M y finalizó con el regreso de la Soyuz TMA-19M el 18 de junio de 2016. La tripulación de la Soyuz TMA-20M fue transferida a la Expedición 48.

## Tripulación
| Posición             | Primera parte Marzo de 2016                            | Segunda parte Marzo de 2016 a junio de 2016            |
| -------------------- | ------------------------------------------------------ | ------------------------------------------------------ |
| Comandante           | Sergei Zalyotin, RSA Tercer vuelo espacial             | Sergei Zalyotin, RSA Tercer vuelo espacial             |
| Ingeniero de vuelo 1 | Timothy Peake, ESA (Reino Unido) Primer vuelo espacial | Timothy Peake, ESA (Reino Unido) Primer vuelo espacial |
| Ingeniero de vuelo 2 | Timothy Kopra, NASA Segundo vuelo espacial             | Timothy Kopra, NASA Segundo vuelo espacial             |
| Ingeniero de vuelo 3 |                                                        | Aleksey Ovchinin, RSA Primer vuelo espacial            |
| Ingeniero de vuelo 4 |                                                        | Oleg Skripochka, RSA Segundo vuelo espacial            |
| Ingeniero de vuelo 5 |                                                        | Jeffrey Williams, NASA Cuarto vuelo espacial           |

## Objetivos de la misión
Durante la Expedición 47, se investigará el efecto de los vuelos espaciales en el sistema músculo esquelético, la capacidad de tabletas de disolverse en ambientes de microgravedad y cómo con la robótica se puede disminuir el tamaño de los equipos de ejercitación para así minimizar el espacio dedicado a equipamiento y dejar más espacio para  tripulaciones de estancias largas. Los científicos buscan que estas investigaciones contribuyan a demostrar los efectos de la vida en el espacio y así avanzar en programa de la NASA "Journey to Mars" mientras se realizan descubrimientos que puedan tener un beneficio para toda la humanidad.
FuenteNASA: Spacefacts